# Olivier Le Gendre
Pour les articles homonymes, voir Le Gendre.
Olivier Le Gendre, né le 6 mars 1950 à Neuilly-sur-Seine et mort le 22 octobre 2014 à Saint-Cloud, est un écrivain et journaliste français.

## Biographie

### Famille
Olivier Le Gendre est né le 6 mars 1950 à Neuilly-sur-Seine (Hauts-de-Seine du mariage de Bernard Le Gendre, président de société, et de Catherine Chassaing Mandegou de Borredon. Il est le frère de Bertrand Le Gendre (1948), journaliste, et de Gilles Le Gendre (1958), journaliste, député de Paris en 2017.
Issu d'une famille catholique, il est élève de l'Institution Notre-Dame de Sainte-Croix de Neuilly-sur-Seine, et pense à devenir prêtre. Plus tard, il se marie et de ce mariage, naissent cinq enfants.
Olivier Le Gendre meurt le 22 octobre 2014 à l'issue d'un combat contre la maladie qu'il avait évoqué dans son livre C’est une étrange aventure que de survivre : une tumeur cancéreuse au cerveau, inopérable, vaincue en 2008 puis récidivante.

### Formation
Olivier Le Gendre est titulaire d'une maîtrise en gestion et d'une licence en lettres étrangères.

### Carrière professionnelle
Olivier Le Gendre dirige la maison d'édition Bouhot & Le Gendre, rachetée dans les années 1990 par le groupe Gartner. Il représente en 1998 le groupe dans une conférence internationale. Il est membre du comité éditorial du mensuel L'Informatique professionnelle publié par le groupe Gartner, puis édité par Bouhot & Le Gendre. Il publie notamment les travaux de Jean-Pierre Vickoff relatifs à l'introduction en France de la méthode RAD, la première (1991) des méthodes de pilotage de projet qui se qualifieront ensuite d'« Agile » en 2001,.
Il crée ensuite OLG Conseil avec des anciens collègues de Gartner, entreprise spécialisée dans le conseil informatique et le management, qu’il dirige pendant 20 ans.

## Ouvrages
Olivier Le Gendre a publié quatorze ouvrages :
- Pourquoi je crois - Catholique, il me restait à devenir chrétien ! —  Présentation en ligne et Présentation en ligne
- Textos cathos — Présentation en ligne
- C'est une étrange aventure que de survivre —  Présentation en ligne
- Prières glanées, 2011,  (ISBN 978-2-87356-505-3) —  Présentation en ligne
- Confession d'un cardinal — Présentation en ligne
- L'Espérance du cardinal — Présentation en ligne
- Les Évangiles des parents
- Lettre aux successeurs de Jean-Paul II
- Aux affaires de mon Père
- Le Risque de Dieu
- Le Cri de Dieu
- Le Charpentier
- Les Masques de Dieu
- Être père, j'y crois, Bayard, 2014 —  Présentation en ligne

Il est principalement connu pour ses deux « best-sellers » publiés à plus de 100 000 exemplaires : Confession d'un cardinal suivi trois ans plus tard par L'Espérance du cardinal,.

## Autres activités
Au sein du mouvement scout, après avoir été chef de patrouille, il est chef de troupe de la 6e Paris en 1970 puis chef de groupe de Saint-Louis en 1999. Au début des années 1970 il fonde avec d'autres scouts les Scouts Unitaires de France. Il est assistant du président des Scouts unitaires de France puis assistant du président jusqu'en 1976. En 1981, il est vice-président.
Olivier Le Gendre est investi dans l’Arche de Jean Vanier et dans le réseau mondial des amis laïcs de l’Assomption.
Il est également investi au sein de la congrégation des Religieuses de l'Assomption : responsable international des « Amis de l'Assomption » et président d'« Assomption Solidarité » qui soutient des projets d'éducation et d'évangélisation à travers le monde,.

## Pour approfondir